# Brian Gómez
Brian Gómez (San Justo, Buenos Aires, Argentina, 15 de febrero de 1994) es un futbolista argentino. Juega de volante por la derecha o extremo por ambas bandas y su equipo actual es el CD Feirense de la Liga NOS de Portugal.

## Trayectoria

### Argentinos Juniors
Realizó las inferiores en el "Bicho" y debutó el 20 de octubre de 2012 en la derrota 1-0 contra Independiente de Avellaneda.

### Estudiantes de Buenos Aires
Cedido desde Asociación Atlética Argentinos Juniors, llegó a Club Atlético Estudiantes en 2014 donde disputó un total de 44 partidos, anotó dos goles y dio 18 asistencias.

### Selección Argentina Sub-20
En 2012, Brian fue convocado por Marcelo Trobbiani para la Copa 8 Naciones Sub-20 que se disputó en Sudáfrica. Acompañado de figuras como: Erik Lamela - Lucas Ocampos - Manuel Lanzini - Paulo Dybala - Entre otros.

### Brown de Adrogué
Luego de un muy buen paso por Club Atlético Estudiantes, en 2016 Gomez llegó a su actual Club (Club Atlético Brown). Donde lleva disputados 74 partidos incluyendo Copa Argentina (fútbol), y Primera B Nacional. En dichos partidos anotó un total de 8 goles y dio 22 asistencias.

### Feirense
El 18 de agosto de 2018, el Clube Desportivo Feirense hizo oficial su fichaje para las siguientes tres temporadas, siendo su primera experiencia en el fútbol europeo.

## Clubes
| Club                   | País      | Año         |
| ---------------------- | --------- | ----------- |
| Argentinos Juniors     | Argentina | 2012 - 2013 |
| Estudiantes de Caseros | Argentina | 2014 - 2015 |
| Brown de Adrogué       | Argentina | 2016 - 2018 |
| CD Feirense            | Portugal  | 2018 -      |